# تاج‌الملک فارسی

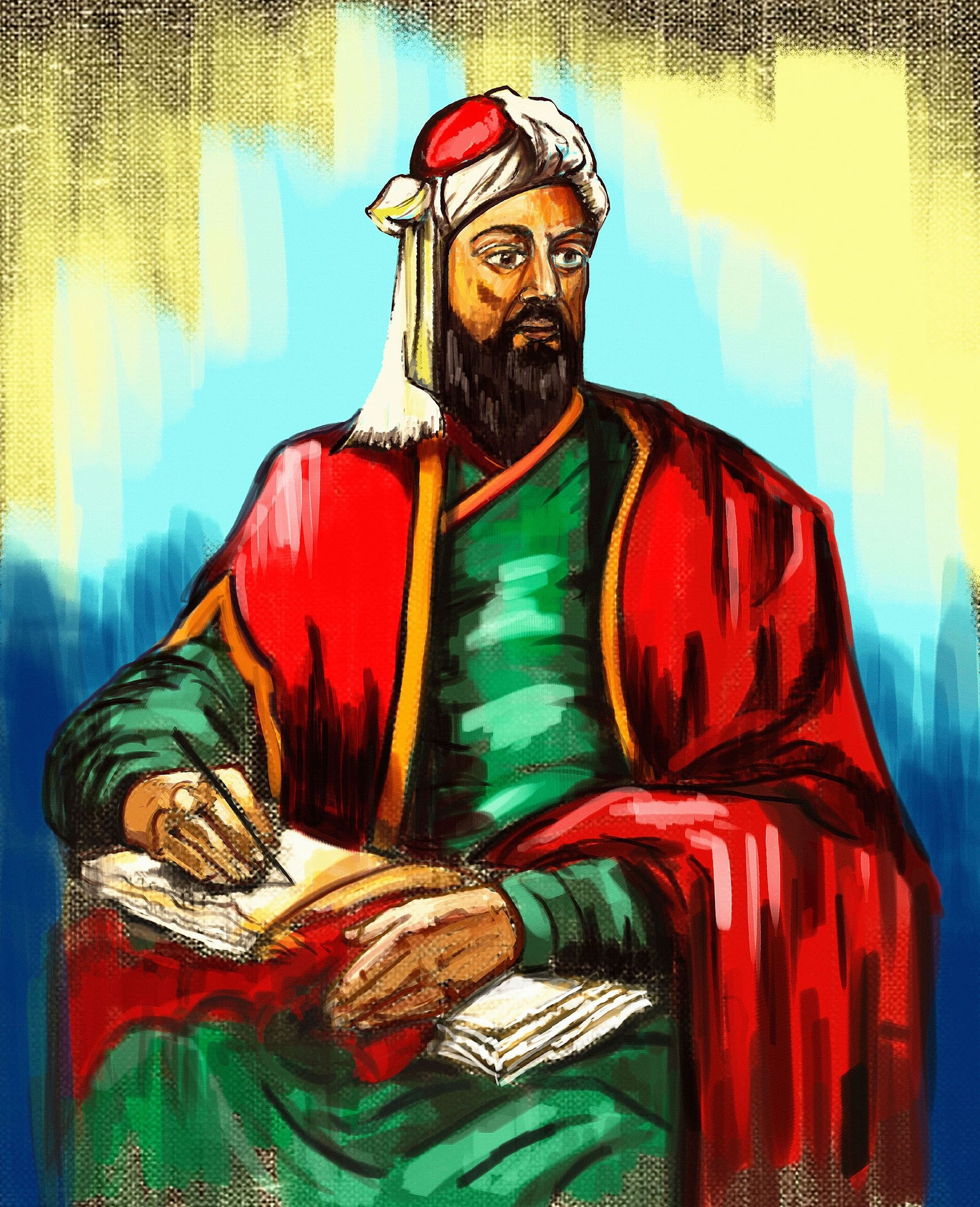
نگاره ای خیالی از تاج الملک

ابوالغنائم مرزبان پسر خسرو فیروز معروف به تاج الملک فارسی و ابن دارِست از وزیران دوران سلجوقیان بود. 
وی مدتی به مشاغلی در دربار سلطان ملکشاه پرداخت و در هنگام کدورت در روابط سلطان و خواجه نظام‌الملک مامور انتقال پیام سلطان و پاسخ تند خواجه نظام‌الملک گردید که نهایتاً به عزل خواجه و سپردن او به تاج الملک قمی در میان سفر به بغداد منتهی شد.در طول مسیر و در نهاوند خواجه نظام الملک توسط یکی از اسماعیلیان به قتل رسید. 
کتاب راحةالصدور، نوشته محمد بن علیبن سلیمان راوندی صفحه ۱۳۵ خواجه نظام الملک با توطئه ای درباری توسط وزیری با نام تاج الملک که به وی حسادت میکرد کشته شد و نقشه بر این اساس بود که پس از کشته شدن خواجه نظام الملک به دست تاج الملک این قتل بر گردن حشاشین بی‌افتد تا هیچکس بویی از واقعیت آن نبرد و به همین دلیل در دوران معاصر دلیل این قتل را انگیزه ای دینی توصیف کردند[۲]
عبدالجلیل قزوینی رازی در کتاب النقض وی را از جملهٔ پیروان جبر و تشبیه دانسته که پس از چندی به اسماعیلیه گرایش یافت.
دانشنامهٔ بزرگ اسلامی وی را از خاندان‌های بزرگ فارس دانسته که به اشتباه به قم منسوب شده‌است.
از خاندان وی دو تن دیگر نیز به موقعیت بالای سیاسی رسیدند که یکی ابن دارست بود.

## مدارس تاجیه
از اقدامات وی در دوران حضور در دربار ملکشاه ساخت مدرسه تاجیه در بغداد و گنبدی در اصفهان است. 